# Усть-ишимский человек
Усть-ишимский человек — живший около 45 тыс. лет назад около современного села Усть-Ишим представитель вида современного человека — Homo sapiens.
На северной окраине села Усть-Ишим Усть-Ишимского района Омской области в 2008 году художником-косторезом на берегу Иртыша были обнаружены останки человека современного типа (Homo sapiens sapiens) — бедренная кость длиной около 33 см. Через два года на неё обратил внимание эксперт-криминалист из областного УВД, который обратился за помощью к Ярославу Кузьмину из Института геологии и минералогии СО РАН. Из кости была извлечена качественная ДНК. Во время жизни усть-ишимца зимние температуры в Западной Сибири были ниже современных. В ДНК усть-ишимца не было обнаружено денисовской примеси, а доля неандертальских генетических вариантов равна 4,40 % генома (95%-й доверительный интервал от 3,60 % до 5,30 %) (как у современных монголоидов). Этот человек происходит из популяции, которая жила до или одновременно с разделением популяций в Западной и Восточной Евразии и имеет такое же количество неандертальских предков, что и современные евразийцы. Однако геномные сегменты предков неандертальцев значительно длиннее, чем те, которые наблюдаются у современных людей, что указывает на то, что передача гена неандертальцев к предкам этого человека при принимаемой скорости аутосомных мутаций от 0,4⋅10-9 до 0,6⋅10-9 на пару нуклеотидных оснований в год произошла за 7000—13 000 лет до времени жизни усть-ишимца, то есть около 52 000—58 000 лет назад.
Первоначально генетики определили, что человек из Усть-Ишима был обладателем Y-хромосомной гаплогруппы K2-M526 (ранее K(xLT)) — родительской к гаплогруппам (Y-ДНК) M, N, O, R, Q и минорным ветвям гаплогруппы К*, найденным в Океании, но в 2016 году группа Позника определила у усть-ишимца нижестоящую Y-хромосомную гаплогруппу K2a*-M2308, родственную сводной гаплогруппе NO (субклад K2>K2a-M2308>M2308*).
По митохондриальной ДНК усть-ишимского человека сначала отнесли к гаплогруппе R (субклад R*).
Усть-ишимский человек жил на границе лесов и степей в условиях довольно тёплого климата в эпоху каргинского потепления (соответствует первой половине средневалдайского межледниковья на Русской равнине). Усть-ишимская кость характеризуется аномально высокой степенью сохранности практически по всем своим свойствам. Столь хорошая сохранность объясняется тем, что усть-ишимский человек либо был первоначально захоронен в особом месте, либо был захоронен особенным способом. Даже в сравнении с костью средневекового тоболо-иртышского тюрка, верхнепалеолитическая усть-ишимская кость выделяется парадоксально высокой степенью сохранности первичных биологических свойств: относительно малым изменением нанопористости и отсутствием признаков механических деформаций и эпигенетического выщелачивания, незначительностью иллювиирования глинистыми примесями, аномально низкой концентрацией ксенобиотных микроэлементов, обусловленных процессами фоссилизации, кристалличностью биоапатита, пониженной степенью рацематности аминокислот в костном коллагене. Физико-механические свойства усть-ишимской кости противоречат генеральному тренду изменения нанопористости в ходе фоссилизации ископаемых костей, что можно объяснить лишь уникальностью условий захоронения усть-ишимского человека. Кость палеолитического усть-ишимского человека обнаруживает аномально низкую пористость, что, возможно, отражает уникальность условий его захоронения. Для усть-ишимской кости значение D/L-отношения в алланине составило 0.06, а в аспариновой кислоте — 0.03, при этом аналогичные оценки для костного детрита неоплейстоценовой мамонтовой фауны Прииртышского района в 5 раз выше. В коллагене усть-ишимской кости обнаружены микровключения магнетита и клиноцоизита. Состав углерода и кислорода в его костном биоапатите почти совпадают с таковым у средневекового тоболо-иртышского тюрка, но отличается от такового у неоплейстоценовой мамонтовой фауны из того же района, потреблявшей более пресную и менее обогащённую органическими примесями (бактериальной органикой) постледниковую воду. Коллагеновый азот в усть-ишимской кости изотопно аномально тяжёлый — 13,49—14,47 ‰. Этот результат расценивается как признак преимущественно мясной диеты усть-ишимского человека. Близкие значения ранее были выявлены у людей начала позднего палеолита. Только у охотников на морского зверя изотопные коэффициенты коллагенового азота достигают больших значений — 18—20 ‰. В костном детрите людей со стоянок Мальта́ и Сунгирь второй половины позднего палеолита значения изотопных коэффициентов коллагенового азота ниже — 11,3—12,2 ‰. Коллагеновый углерод в усть-ишимской кости является относительно изотопно тяжёлым в сравнении с данными по наземным животным. Это обусловлено не только мясной, но и растительной пищей. Видимо, усть-ишимец был не собирателем и не рыбаком, а охотником на травоядных животных, как и другие Homo sapiens начала позднего палеолита. У людей же конца позднего палеолита — начала мезолита доля мяса в рационе была даже ниже, чем у неандертальцев.